# Branko Vrgoč
Branko Vrgoč (Osijek, 18 dicembre 1989) è un calciatore croato, difensore del Posušje.

## Caratteristiche tecniche
È un difensore centrale.

## Palmarès

### Club

#### Competizioni nazionali
- Coppa di Cipro: 1

Anorthosis: 2020-2021